# 黃仁成
黃仁成（1960年—），臺灣前男子足球員、足球教練。出身於樂育工商、臺灣省立體育專科學校，服義務役時效力於陸光足球隊，退伍後受鍾茂竹延攬而加入台電足球隊，從1987年起擔任隊長，1991年後則轉任台電隊總教練。執教期間，先於1993年贏得首座全國男子甲組足球聯賽冠軍，再從1995年起領軍台電隊九連霸甲組足球聯賽冠軍。2004年，因身體不便而卸下職務。國家隊方面，於1975年時入選15歲組代表隊，原先要參加國際中學足球邀請賽，最後代表隊因故未能成行。及至1982年再次入選，卻因手續趕不及而又錯過。直到1988年才因去年勁風杯的表現，得以參加奧運資格賽。